# Џонсон (Минесота)
Џонсон (енгл. Johnson) град је у америчкој савезној држави Минесота.

## Демографија
По попису из 2010. године број становника је 29, што је 3 (-9,4%) становника мање него 2000. године.
| Група             | 2000.       | 2010.      |
| Белци             | 32 (100,0%) | 28 (96,6%) |
| Афроамериканци    | 0 (0,0%)    | 0 (0,0%)   |
| Азијати           | 0 (0,0%)    | 0 (0,0%)   |
| Хиспаноамериканци | 0 (0,0%)    | 1 (3,4%)   |
| Укупно            | 32          | 29         |